# أبو القاسم بن التهامي
ولد أبو القاسم بن التهامي في 20 سبتمبر 1873 بمدينة مستغانم (الجزائر) تلقى تعليمه الابتدائي بمسقط رأسه، والثانوي بالجزائر العاصمة، بعد حصوله على شهادة البكالوريا انتقل إلى مونبيلييه بفرنسا وسجل في كلية الطب واختار تخصص طب العيون. بعد تخرجه عاد إلى الجزائر وعين طبيبا مسؤولا على عيادة طب العيون بكلية الطب بجامعة الجزائر. وبرز بدوره العلمي في نشر عدة مقالات علمية. إضافة إلى نشاطه الاجتماعي في مساعدة الفقراء والمرضى في الجزائر العاصمة.
(في بعض المراجع يذكر اسمأبو القاسم ابن تامي بحذف "هـ"، أما التسمية الأصح فهي ابن التهامي)

## النشاط السياسي
ظهر نشاطه السياسي مباشرة بعد الحرب العالمية الأولى إذ تزعم حركة الشباب الجزائري، كان من المطالبين بالإدماج ضمانا للمزيد من الحقوق السياسية للجزائريين إلى جانب السماح لهم بالتجنيد في الجيش الفرنسي.
ترشح بن التهامي إلى الانتخابات البلدية بالجزائر العاصمة وفاز بعضوية المجلس البلدي، ودخل في خلاف وخصومه مع المعمرين الرافضين لمطالب الإدماج، كما اختلف مع الأمير خالد حول كيفية الحصول على الجنسية الفرنسية بعد نفي الأمير خالد سنة 1923، وأصدر جريدة التقدم للدفاع عن فكرة الاندماج وظل يكتب مقالاته المعبرة عن الفكر الإدماجي إلى غاية 1931 تاريخ انسحابه من النشاط السياسي.
أسس فديرالية المنتخبين المسلمين الجزائريين بالنادي الإسلامي بمدينة الجزائر في 11 سبتمبر 1927
سنة 1936 أيّد مطالب المؤتمر الإسلامي.وقدّم عدة محاضرات في نادي الترقي بالعاصمة، وترشح من جديد في الانتخابات البلدية وصار مرة أخرى عضوا في المجلس البلدي لمدينة الجزائر إلى أن توفي في جوان 1937